# ديريك جيفرسون (لاعب كرة قدم)
ديريك جيفرسون (بالإنجليزية: Derek Jefferson) (5 سبتمبر 1948 في المملكة المتحدة - ) هو لاعب كرة قدم بريطاني في مركز الدفاع. لعب مع إيبسويتش تاون وشيفيلد وينزداي ونادي هيرفورد ووولفرهامبتون واندررز وBoston Minutemen ‏ وواشنطن ديبلومتس.

## وصلات خارجية
- ديريك جيفرسون على موقع قاعدة بيانات كرة القدم.إي يو (الإنجليزية)